# Moe'N'a Lisa
Мо н'а Ліза (англ. Moe'N'a Lisa) — 384-та серія серіалу Сімпсони, та шоста серія 18-го сезону. У США ця серія з'явилася 19 листопада 2006 р. на телеканалі Фокс (Fox).

## Сюжет
На день народження Мо Гомер обіцяв поїхати з ним на рибалку, але забув про це. У відповідь ображений бармен пише йому відвертого листа, який до глибини душі вражає Лісу. Вона вирішує підготувати про нього Мо Сизляка доповідь. Мо запрошує Сімпсонів до свого дому і Ліса несподівано помічає поетичний талант Гомерового друга. Вона допомагає йому зліпити з віршів епічну поему і відправити її у видавництво. Мо стає популярним поетом і його запрошують на фестиваль у Вермонті, куди він бере з собою сім'ю Сімпсонів. 
У Вермонті Мо знайомиться з відомими американськими поетами сучасності. Але, коли у нього запитують про те, як до нього прийшла ідея назвати свою поему (а назву підказала Ліса), він каже, що придумав сам. Ліса на нього розсерджена і виказує це йому при особистій зустрічі. Мо гризуть докори сумління і на одній із конференцій він читає поезію, присвячену Лісі, у якій він щиро вибачається перед нею. Вона ж у відповідь йому пробачає.

## Особливості українського дубляжу
- Редактор видавництва, прочитавши поему Мо, дзвонить українському поету Юрію Андруховичу і говорить йому, що знайшов собі заміну.
- Ліса, мріючи про майбутню поему Мо, порівнює її з "Енеїдою" Котляревського.
- Мо, здивувавшись, що Ліса ним зацікавилась, говорить: "Але ж я не Потап якийсь".